# 电脉冲化疗
电脉冲化疗是一种通过施加局部电脉冲，增加细胞通透性，将通常情况下无法进入细胞内部的药物送入细胞内，从而达到杀死癌细胞目的的治疗癌症的疗法。配合博莱霉素和顺铂使用电脉冲化疗治疗皮内和皮下肿瘤的研究已经进入临床阶段。第一次伯莱霉素电脉冲化疗于1991年在法国Gustave Roussy研究所实现，第一次顺铂电脉冲化疗则于1995年在斯洛文尼亚卢布尔雅那肿瘤研究所实现。其后，来自全球多个国家（爱尔兰、澳洲、奥地利、比利时、保加利亚、丹麦、德国、法国、美国、墨西哥、尼加瓜拉、波兰、葡萄牙、日本、瑞士、斯洛文尼亚、西班牙、希腊、匈牙利、意大利、英国）的4000多名患者接受了电脉冲化疗。最近，为了治疗体内肿瘤，开发了通过外科手术、内窥镜、皮下穿刺等方法到达患处的新的电脉冲化疗方法。

## 物理原理
当细胞暴露在足够强的电场中时，跨膜电位（细胞膜内外的电势差）将会增加，这会引发细胞膜结构重排，从而导致细胞膜通透性增加，进而允许通常无法穿过细胞膜的分子进入细胞。这一被称为电穿孔或电通透的现象，正被广泛应用到抗肿瘤治疗中。这种治疗方案就是广为熟知的电脉冲化疗。电脉冲化疗只采用短暂但强劲的单级直流电，尽管在体外培养的细胞和细菌中可以用电场强度随时间衰减的脉冲。在生物体内完整组织中，脉冲的电场强度依不同组织和电极的形状和位置而不同。在一般的肿瘤治疗中，电脉冲强度需要在肿瘤范围内达到400V/cm。通常每次连续施加8个持续100微秒的脉冲。在最初的试验中，施加脉冲的频率为1Hz，而现在通常采用5000Hz，因为这可以大大降低患者的不适感和治疗的持续时间。而在治疗靠近心脏的肿瘤时，脉冲应和心肌的绝对不应期同步，从而尽可能降低电脉冲影响心脏正常功能的可能性。

## 治疗说明
电脉冲治疗首先需要对全身或局部引入不通透或低通透的细胞毒素药物。然后，当肿瘤区域药物浓度达到峰值时直接对该区域施加脉冲电场。脉冲电场可以在细胞膜上产生纳米级缺陷，从而方便药物进入细胞。在施加电场期间以及电场消失后的一段时间内，药物分子可以自由扩散进入细胞质，从而实现抗肿瘤效果。如果药物浓度足够，可以通过在不同的地方插入电极和施加多次电场来治疗整个肿瘤。如果首次治疗时因肿瘤太大而无法对整个肿瘤施加电脉冲化疗，也可以在几周或几个月后继续治疗。

## 疗效和相关性
一些二期临床实验证明，使用博莱霉素和顺铂的电脉冲化疗对皮内或皮下肉瘤的客观应答率超过80%。电脉冲化疗在缩小皮肤肿瘤和皮下肿瘤的大小上比化疗更快更有效。电脉冲化疗对黑色素瘤、Kaposi肉瘤、鳞状细胞癌、基底细胞癌、腺癌、乳腺癌均有疗效。初步表明也很有希望可以利用电脉冲疗法治疗内部肿瘤（例如肝转移肿瘤）。

## 安全性
电脉冲化疗所使用的药物浓度比普通化疗所使用的更低，因此没有常规化疗所引起的不良反应。适当的麻醉可以减轻电脉冲引起的不适症状，从而可以把疼痛感控制在病人可以接受的范围内。除去电脉冲引起的疼痛以外，脉冲期间的肌肉收缩是患者唯一的不适。脉冲同时会引起短暂的缺血。在治疗区域内，正常组织内的血液循环会被打断几分钟，但是由于时间短暂，所以并不会产生缺血反应；相反地，肿瘤组织内部的缺血时间会更长，从而对抑制肿瘤也有一定帮助。在一项以建立欧洲电脉冲化疗标准手术程序为目的的医疗实验中，大部分接受调查患者表示如果需要，愿意再次接受电脉冲化疗，因此可以推断电脉冲化疗并不特别令人痛苦或者紧张。

## 兽医应用
电脉冲化疗同样可以应用于犬类、猫和马的肿瘤治疗。巴西、法国、意大利、爱尔兰、斯洛文尼亚、英国及台灣的一些医疗中心可以提供针对各种肿瘤的治疗。

## 评论
电脉冲化疗在多个欧盟国家（波兰、丹麦、德国、葡萄牙、斯洛文尼亚、希腊、意大利和英国）都已经获得认可和医疗补贴。意大利Carpy Igea, s.r.l.生产的Cliniporator仪被认证为医疗器具并和欧洲电脉冲化疗标准手术程序一起向市场推广。